# Sigmoria plancus
Sigmoria plancus är en mångfotingart som först beskrevs av Loomis 1944.  Sigmoria plancus ingår i släktet Sigmoria och familjen Xystodesmidae. Inga underarter finns listade i Catalogue of Life.